# موسی‌خیل (خوست)
موسی‌خیل (به لاتین: Musakhel) یک منطقهٔ مسکونی در افغانستان است که در ولسوالی موسی‌خیل واقع شده‌است. موسی‌خیل ۱٬۸۳۵ متر بالاتر از سطح دریا واقع شده‌است.